# Cotinga bleu
Cotinga nattererii
Espèce
Statut de conservation UICN

 LC  : Préoccupation mineure
Le Cotinga bleu (Cotinga nattererii) est une espèce d'oiseaux de la famille des Cotingidae.

## Répartition

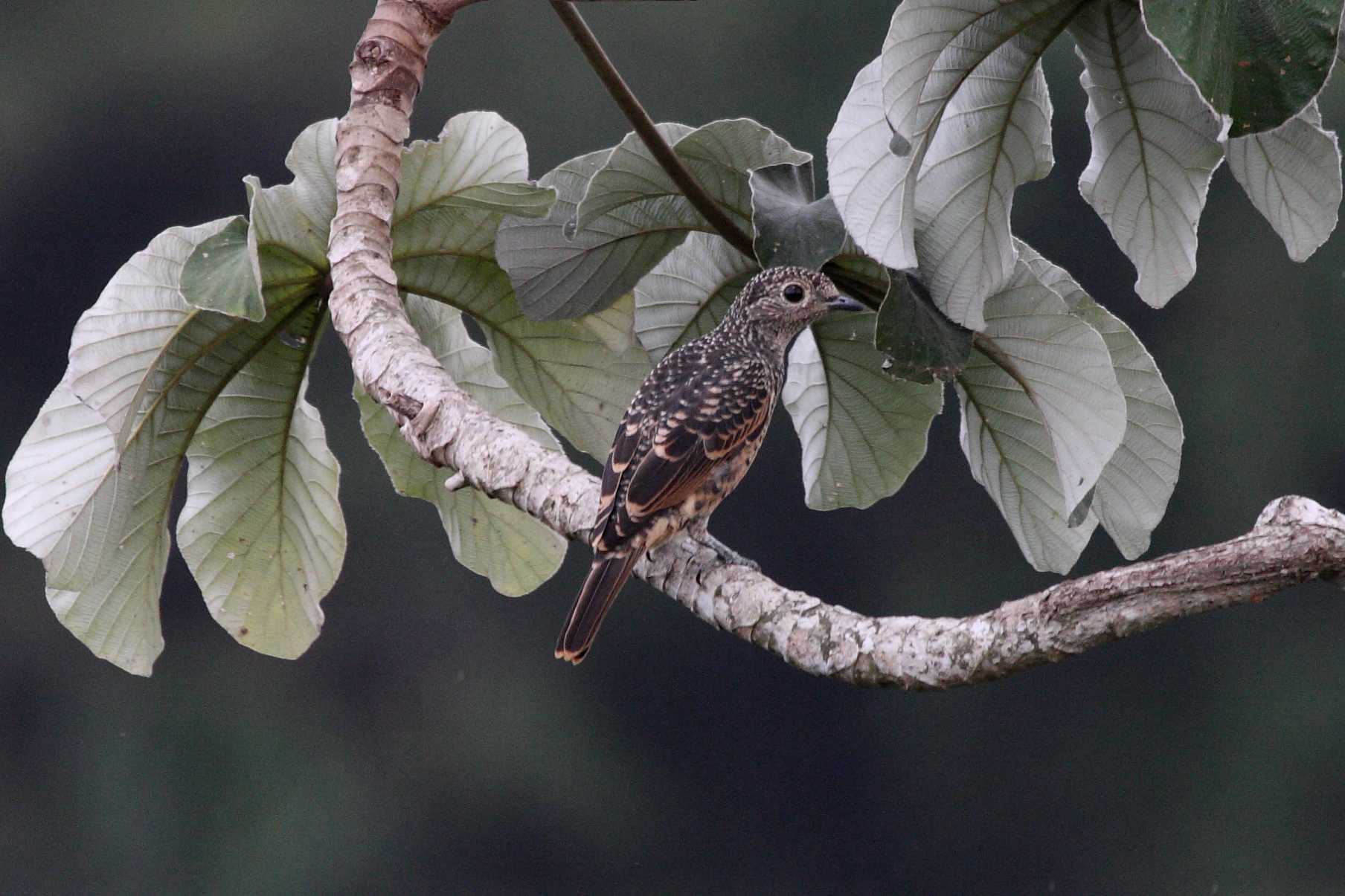
femelle

Cet oiseau peuple le Tumbes-Chocó-Magdalena et le flanc nord de la cordillère de Mérida.